# Leptostylus hispidulus
Leptostylus hispidulus là một loài bọ cánh cứng trong họ Cerambycidae.